# Argentocricus nobilis
Argentocricus nobilis är en mångfotingart som beskrevs av Karl Wilhelm Verhoeff 1941. Argentocricus nobilis ingår i släktet Argentocricus och familjen Rhinocricidae. Inga underarter finns listade i Catalogue of Life.